# Эписпадия
Эписпадия — сложный порок развития, врождённая болезнь, которая заключается в том, что частично или полностью расщеплена передняя стенка мочеиспускательного канала. Эписпадия встречается крайне редко, она случается у одного на 50 тысяч новорождённых, причём у мальчиков в 5 раз чаще, чем у девочек. Лечение эписпадии происходит хирургическим путём формирования нормального мочеиспускательного канала и ликвидации недержания мочи. Способы образования мочеиспускательного канала подбираются в зависимости от пола ребёнка и формы эписпадии.

## Формы
Различают три формы эписпадии:
- У мальчиков:
  - эписпадия головки полового члена (расщепление только головки),
  - эписпадия полового члена (расщепление тела полового члена),
  - тотальная эписпадия (расщепление всего мочеиспускательного канала ребёнка до мочевого пузыря).
- У девочек:
  - клиторная эписпадия,
  - подлобковая эписпадия,
  - тотальная эписпадия[2].

## Лечение
Лечения эписпадии происходит хирургическим путём формирования нормального мочеиспускательного канала и ликвидации недержания мочи. Способы, характер, объём оперативного вмешательства подбираются в зависимости от пола ребёнка, формы эписпадии.
У мальчиков при лечении эписпадии расправляется половой член и производится пластика мочеиспускательного канала. Тотальная форма эписпадии требует восстановления сфинктерного аппарата мочевого пузыря. У девочек при эписпадии производят пластику клитора и наружного отверстия уретры. Хирургическое лечение тотальных форм эписпадии заключается в устранении недержания мочи. Лечение эписпадии целесообразно начинать спустя год после рождения ребёнка.